# Piros veltelini
A piros veltelini szőlőfajta eredete nem tisztázott. Mivel csekély termőterületei Ausztriában, Deutsch-Wagram környékén találhatóak, feltételezik, hogy osztrák eredetű fajta, de neve miatt felmerült olaszországi eredete is. Nevével ellentétben fehér szőlő, és nem áll rokonságban a zöld veltelinivel. Egy ideig azt hitték, hogy a piros veltelini a zöld veltelini egyik nagyszülője lehet, de ezt vizsgálatok cáfolták.

## Jellemzői
Levelei nagyok, ötkaréjosak, fő erei pirosas színűek. Fürtjei nagyok, tömöttek és vállasak. Október közepén-végén érik.
Kivételesen érzékeny a különféle gombásodásokra, valamint a fagyra. Nagyon nagy hozama van, éppen ezért ha nem alkalmaznak termésszabályozást, bora jellegtelen.

## Elterjedtsége
Ausztria a piros veltelini hazája, de a fajta még ott is ritkaságnak számít. A 2010-es években még 200 ha-on termesztették, ami az összes osztrák szőlőültetvény kevesebb mint 1 százaléka, de termőterületei folyamatosan csökkennek, mivel a számára ideális területek a zöld veltelininek is megfelelnek, és az utóbbi népszerűsége messze felülmúlja az előbbiét. 
Hazánkban kizárólag a soproni borvidéken termesztették, 1875-ben Keleti Károly, de 1829-ben már Görög Demeter is felsorolja a helyi fajták között, de ma már nem engedélyezik telepítését.

## Továbbnemesített fajták
Néhány fajtát a piros velteliniből nemesítettek: a zöld szilvánival keresztezve nemesítették a fehér neuburgi fajtát és a korai piros veltelinit, valamint a traminival a vöröshegyű és egyes elméletek szerint talán a cirfandli fajtát is.

## Társnevei
A piros veltelini az alábbi neveken is ismeretes:
- Ariavina
- Ariavina Männliche
- Bakor
- Belo Ocka
- Belo Oka
- Buzyn
- Cerveny Muskatel
- Crvena Valtelina
- Crvena Valtelinka
- Csúcsos Bakor
- Debela Ariavina
- Dreimänner
- Erdezha
- Erdezha Shopatna
- Erdezka Rabolina
- Fedleiner
- Feldleiner
- Feldleiner Rothlichter
- Feldliner
- Feldlinger
- Feltliner
- Fleisch Roter Velteliner
- Fleisch Roter Wälteliner
- Fleisch Traminer
- Fleischroter Traminer
- Fleischrother Velteliner
- Fleischrother Veltliner
- Fleischtraminer
- Fleischtraube
- Fleischtraube Rot
- Fleischweiner
- Grosbrauner Velteliner
- Grossbrauner
- Grosse Fleischtraube
- Grosser Fleischtraube
- Grosser Roter Veltliner
- Grosser Rother Välteliner
- Grosser Rother Veltliner
- Grosser Traminer
- Grosser Välteliner
- Grosser Velteliner
- Grosswiener
- Herera Rhaetica
- Herera Valtellina
- Kecskecsecsű
- Krdeca
- Männliche Ariavina
- Mannliche
- Maucnjk
- Mavcnik
- Mavenick
- Mavenik
- Moseavina
- Moslavina
- Muscateller
- Muskatel Cerveny
- Nagy Veltelini
- Nagyságos
- Nyulszőlő
- Pirosveltelin
- Pirosveltelini
- Rabolina
- Raifler
- Raisin de Saint Valentin
- Ranfler
- Ranfolica
- Ranfolina
- Ranfoliza
- Raufler
- Raufolica
- Rebalina
- Rebolina
- Red Veltliner
- Reifler
- Rhaetica
- Riegersburger Rothköpfel
- Riegersburger Rothtöpfel
- Rivola Tchervena
- Rossera
- Rossola
- Rote Fleisch Traube
- Rote Fleischtraube
- Rote Fleischtrauble
- Roter
- Roter Muskateller
- Roter Riesling
- Roter Välteliner
- Roter Velteliner
- Roter Veltiner
- Roter Veltliner
- Rotgipfler
- Rothe Shopatna
- Rothe Shopotna
- Rothe Velteliner
- Rother Fleischtraube
- Rother Muscateller
- Rother Raifler
- Rother Riesling
- Rother Välteliner
- Rother Velteliner
- Rother Veltliner
- Rother Zierfahnler
- Rothgipfler
- Rothlichter
- Rothreifler
- Rotmehlweisser
- Rotmuskateller
- Rotreifler
- Rudeca
- Ryvola Cervena
- Ryvola Crvena
- Saint Valentin Rose
- Saint Valentinrose
- Shopatna
- Shopotna
- Somszőlő
- Spaete Ranfoliza
- St. Valentin
- Tarant Cerveny
- Tarant Rot
- Todtraeger Rotreifler
- Traminer
- Uva di San Valentino
- Valentin
- Valentin Rouge
- Välteliner
- Välteliner Roter
- Valtelin Rouge
- Valteliner
- Vältliner
- Valteliner Rosso
- Valteliner Rouge
- Valteliner Tardif
- Veltelin Piros
- Veltelin Rosso
- Velteline Rouge
- Velteliner
- Velteliner Rose
- Velteliner Roso
- Velteliner Roter
- Velteliner Rother
- Velteliner Rouge
- Veltelini Piros
- Veltlinac Crveni
- Veltliner
- Veltliner Rosso
- Veltliner Rot Weiss
- Veltliner Roth
- Veltliner Rother
- Veltliner Rouge
- Veltlini Piros
- Veltlinske Cervene
- Veltlinski Rozovii
- Veltlinskii Rozovii
- Veltlinsky Rosovy
- Vernyeges Veltelini
- Verrnyeges Veltelini
- Weisser Raifler
- Weissholzige Ribula Maucnjk
- Ziegelroth